# Ranitomeya uakarii
Ranitomeya uakarii är en groddjursart som först beskrevs av Jason Brown, Rainer Schulte och Kyle Summers 2006.  Ranitomeya uakarii ingår i släktet Ranitomeya och familjen pilgiftsgrodor. IUCN kategoriserar arten globalt som livskraftig. Inga underarter finns listade i Catalogue of Life.